# Plagiopholis nuchalis
Espèce
Synonymes
- Trirhinopholis nuchalis Boulenger, 1893
- Oligodon evansi Wall, 1913

Statut de conservation UICN

 LC  : Préoccupation mineure
Plagiopholis nuchalis est une espèce de serpents de la famille des Pseudoxenodontidae. 

## Répartition
Cette espèce se rencontre, :
- en Birmanie ;
- au Viêt Nam ;
- en République populaire de Chine dans la province du Yunnan ;
- en Thaïlande, dans les provinces de Mae Hong Son, de Chiang Mai, de Lampang, de Loei et de Kanchanaburi.

## Description
L'holotype de Plagiopholis nuchalis mesure 340 mm dont 40 mm pour la queue. Cette espèce a la face dorsale brun violacé sombre avec quelques écailles bordées de blanc. Sa nuque est marquée d'une tache noire en forme de pointe de flèche. Sa face ventrale est jaunâtre marqué de grandes taches noires.

## Étymologie
Son nom d'espèce, du latin nuchalis, « nuque », lui a été donné en référence à la tache présente à l'arrière de sa tête.

## Publication originale
- Boulenger, 1893 : Catalogue of the Snakes in the British Museum (Natural History), vol. 1, p. 1-448 (texte intégral).